# Der rote Falke von Bagdad
Der rote Falke von Bagdad ist ein US-amerikanischer Abenteuerfilm aus dem Jahr 1951 von Lew Landers mit Lucille Ball und John Agar in den Hauptrollen. Der Film wurde von Esskay Pictures produziert.

## Handlung
Kalif Omar und seine Frau Königin Yasmina wollen die Thronfolge ihres Sohnes verkünden, als Omar von dem Thronräuber Ali ermordet wird. Alis Komplize, der Wesir Boreg, verfolgt Yasmina und das Baby, doch die Königin kann das Kind auf einen fliegenden Teppich setzen und es, zusammen mit einem königlichen Medaillon, zu ihrem Onkel Ahkmid schicken, bevor auch sie getötet wird. Ahkmid, ein Arzt, versteckt Medaillon und Teppich und zieht das Baby als seinen Sohn Ramoth auf. 
Ali hat sich selbst zum Kalifen ernannt und regiert zusammen mit seiner Schwester Narah und dem Wesir Boreg mit harter Hand. Die Bevölkerung leidet unter der hohen Steuerlast, die Nahrungsmittel drohen zur Neige zu gehen. Ramoth hat Ahkmids Geschäfte übernommen und bekämpft heimlich in der Maske des Roten Falken mit seinem Freund Razi die Tyrannei des neuen Kalifen. Razis wilde Schwester Lida will bei einem Überfall auf eine Waffenlieferung aus Damaskus mitmachen. Die Lieferung stellt sich als Falle heraus, im folgenden Kampf muss Ramoth Lidas Leben retten. 
Ramoth ist klar, dass er Informationen über die Waffenlieferung nur im Palast erhalten kann. Als Hofarzt hat er Zugang zur Küche und kann Alis Wein manipulieren, so dass er von Narah zu Hilfe gerufen wird. Auf dem Weg zum Kalifen flirtet Narah offen mit ihm und fragt ihn nach seinem Medaillon. Ramoth weigert sich, ihr das Medaillon zu zeigen, also reißt sie es ihm vom Hals. Wegen Ramoths Abweisung wirft sie das Medaillon weg, welches später von Boreg gefunden wird. Der Wesir erkennt das Medaillon und sucht Ahkmid auf, der versichert, dass Ramoth nichts von seiner Abstammung weiß. Als Ahkmid sich weigert, den fliegenden Teppich herauszugeben, wird er von Boreg niedergestochen. Ramoth findet den sterbenden Ahkmid, der ihm nun seine Abstammung enthüllt und auch erzählt, wo der fliegende Teppich ist. Er probiert erfolgreich den Teppich aus. Dann erklärt er Razi und Lida seinen Plan, Ali aus dem Palast zu jagen. 
Im Palast findet Ramoth heraus, dass Informationen über die Waffenlieferung per Brieftauben hin- und hergeschickt werden. Am Abend beauftragt Boreg einen Attentäter mit dem Mord an Ramoth. Die Vereinbarung wird von Narahs Diener Maras gehört, der sofort Narah Bericht erstattet. Ramoth kann dem Attentäter entkommen, daraufhin sucht Narah Boreg auf und fordert, dass er Ramoth in Ruhe lässt. Boreg erklärt ihr Ramoths wahre Identität. Zur gleichen Zeit erfahren Razi und Lida, dass einer ihrer Mitkämpfer festgenommen wurde. Er soll gefoltert werden, um das Versteck des Roten Falken preiszugeben. Um Ramoth warnen zu können, verkleidet sich Lida als Tänzerin, die am Abend vor dem Kalifen auftreten soll. Ramoth erkennt Lida während ihres Tanzes nicht, bis sie Narah beleidigt und in den Kerker geworfen wird. Dort sucht Ramoth sie auf und sie kann ihn warnen. 
Zur gleichen Zeit bricht Narah in Ramoths Zimmer ein und entdeckt die Verkleidung des Roten Falken. Ramoth ertappt sie und beschuldigt sie des Mordes an Ahkmid. Sie erklärt, dass Boreg der Mörder sei und ruft die Wachen, die Ramoth überwältigen können. Narah präsentiert Ali Ramoth als den Roten Falken. Ramoth wird zum Tode verurteilt, die Hinrichtung soll schnell erfolgen. Lida kann aus dem Kerker entkommen und in Ramoths Zimmer schleichen. Dort findet sie den fliegenden Teppich und schickt ihn zu Ramoths Rettung aus. Der Teppich nimmt Ramoth, Razi und ihre Männer auf und bringt sie zur Karawane, die die Waffen liefert. Die verfolgenden Männer des Kalifen werden mit Pfeffer außer Gefecht gesetzt. Die Karawane wird abgefangen, dann stürmen der Rote Falke und seine Männer zum Palast. Ramoth tötet Boreg und befreit Lida. Ali kommt beim Sturm auf den Palast ums Leben. Ramoth erklärt sich zum legitimen Kalifen, lässt Narah einkerkern und macht Lida einen Antrag. Zusammen fliegen sie mit dem Teppich über ihr Reich.

## Produktion

### Hintergrund
Gedreht wurde der Film vom 4. bis zum 16. Dezember 1947 auf der Iverson Movie Ranch in Chatsworth.
In ihrer Autobiografie schrieb Lucille Ball, dass ihr Vertrag mit Columbia Pictures, die den Filmvertrieb übernahmen, noch einen letzten Film für das Studio vorsah. Ihr wurde von Columbia verboten, eine angebotene Rolle in Cecil B. DeMilles Film Die größte Schau der Welt anzunehmen, da sonst ihr Vertrag aufgelöst und noch ausstehende Zahlungen eingestellt werden würden. Ball akzeptierte die Rolle der Prinzessin und erhielt für fünf Drehtage 85.000 Dollar Gage (2023: ca. eine Million Dollar), was mehr als die Hälfte des Filmbudgets war.

### Stab
Jean Louis war für das Kostümbild zuständig. Richard H. Kline bediente die Kamera. Musikalischer Direktor war Mischa Bakaleinikoff. 

### Besetzung
Im Abspann unerwähnt blieben William Fawcett als Ahkmid, Doretta Johnson als Yasmina und Leonard Penn als Kalif Omar.
Stuntman war Eddie Parker.

## Synchronisation
| Rolle                 | Schauspieler    | Deutscher Synchronsprecher |
| --------------------- | --------------- | -------------------------- |
| Prinzessin Narah      | Lucille Ball    | Carola Höhn                |
| Ramoth/Der rote Falke | John Agar       | Curt Ackermann             |
| Lida                  | Patricia Medina | Ursula Grabley             |
| Razi                  | George Tobias   | Bum Krüger                 |
| Boreg                 | Raymond Burr    | Peter Pasetti              |
| Kalif Ali             | Gregory Gaye    | Ernst Fritz Fürbringer     |
| Weinvorkoster         | Edward Colmans  | Ulrich Folkmar             |
| Jashima               | Doretta Johnson | Eleonore Noelle            |
| Kalif Omar            | Leonard Penn    | Wolf Ackva                 |

Die Einleitung wurde von Wolf Ackva gesprochen. 

Anmerkung: Die kursiv geschriebenen Namen sind Rollen und Darsteller, die nicht im Abspann erwähnt wurden.

## Veröffentlichung
Die Premiere des Films fand am 18. Oktober 1951 in Los Angeles statt. In der Bundesrepublik Deutschland kam er am 31. Oktober 1952 in die Kinos, in Österreich am 28. Mai 1954.

## Kritiken
Das Lexikon des internationalen Films schrieb: „Bescheidene Hollywood-Kostümkomödie nach Motiven aus "1001 Nacht".“
Der Kritiker des TV Guide sah ein Routinemärchen mit guter Besetzung. Die wie üblich professionelle Regie von Landers machen es dem Zuschauer leicht, den Film durchzustehen.